# Karl G. Heider
Karl G. Heider (Northampton, 21 gennaio 1935) è un antropologo statunitense.

## Biografia
Heider nacque a Northampton (Massachusetts) da Fritz e Grace (nata Moore) Heider. Ha due fratelli: John and Stephan.
Dopo aver speso due anni al Williams College, si trasferì all'Università di Harvard dove ottenne il suo B.A. in antropologia. Quindi trascorse un anno esplorando l'Asia su una Sheldon Travelling Fellowship fornita dall'ateneo. Ritornato nel 1958, ottenne l'anno dopo il M.A. e nel 1966 il Ph.D..
Fu sposato con la psicologa Eleanor Rosch con la quale studiò i Dani. Divorziarono negli anni Settanta.

## Carriera
Il lavoro di Heider spazia dall'antropologia psicologica a quella visuale.
Comprende l'ingresso nella regione della Papua occidentale negli anni '60 e '90, così come la produzione di diversi film etnografici e la stesura di numerosi saggi sul cinema indonesiano.

## Filmografia
- Tikal (1961)
- Dani Sweet Potatoes (1974)
- Dani Houses (1974)